# La Geltrú
La Geltrú és un conjunt de Vilanova i la Geltrú (Garraf) protegit com a Bé Cultural d'Interès Local.

## Descripció
El conjunt urbanístic de la Geltrú queda delimitat pels carrers de la Unió, de Santa Magdalena, de Barcelona i de Sitges. El primitiu nucli de població té l'origen en el segle xvi i consisteix en una trama de carrers amb petites places pròpia d'una ciutat fortificada.
El teixit urbà s'ha mantingut intacte fins avui. En alguns punts s'han agrupat parcel·les per construir a major altura, tal com permetia el pla general d'ordenació de 1967. Això ha suposat un canvi de la tipologia, ja que en aquests casos s'ha passat de l'habitatge unifamiliar al plurifamiliar.
El barri de la Geltrú més aviat va patir un procés de degradació dels habitatges antics, ja que era en altres punt del municipi on s'aixecaven edificis nous. La normativa del Pla general vigent ha fomentat la recuperació de les cases antigues, cosa que ha afavorit el repoblament d'aquesta zona.
Destaquen en aquesta zona de Vilanova i la Geltrú edificis públics com el castell, l'església de Santa Maria amb el seu retaule barroc, la rectoria, la peixateria vella i valuosos casals de l'antiga burgesia com cal Baró de Canyelles, casa Soler Morell, casa Josep Viñals i altres construccions de valor arquitectònic com les cases Nicolàs, Josep Alonso, Teresa Anglada, germanes Poch i altres.
Els immobles tenen en comú elements constructius que es van repetint com són: brancals i arcs de pedra als portals i finestres, arcs de mig punt o rebaixats adovellats, petits balcons d'entramat de ferro o llosa, reixes i baranes de ferro forjat de dibuix senzill, persianes de fusta de llibret o corda, grans pedres de sòcol a les cantoneres, finestres amb tribuna, arrebossats pintats a les façanes, fornícules amb imatges, coronaments de façana amb cornisa amagant tortugades, terrats, golfes i colomars. Tot això disposat sobre uns paraments de façana on domina el ple sobre el buit.